# Follow Me!
Follow Me! és una pel·lícula de comèdia dramàtica britànica del 1972 dirigida per Sir Carol Reed, protagonitzada per Mia Farrow i Chaim Topol amb un guió adaptat per Peter Shaffer de la seva pròpia obra de teatre (The Public Eye). Va ser l'última pel·lícula completa de Carol Reed.
La pel·lícula es va estrenar als Estats Units amb el seu títol original The Public Eye. La partitura va ser composta per John Barry i el muntatge va anar a càrrec d'Anne V. Coates.

## Argument
Ambientada a Londres, és la història de Charles, un home de negocis amb èxit però força molest (Michael Jayston), que coneix i es casa amb Belinda, una dona estatunidenca d'esperit lliure (Farrow). Al cap d'un temps, creu que té una relació perquè passa moltes hores fora de casa durant el dia. Charles contracta un detectiu privat (Topol) per seguir la seva dona. Belinda s'adona que la segueixen i el detectiu s'adona que se n'ha assabentat. No obstant això, en lloc d'abandonar el cas, el detectiu comença un joc elaborat de gat i ratolí amb la complicitat de la dona. Finalment, el detectiu informa a Charles que la seva dona mai va tenir cap relació i només es dedica a fer recorreguts exploratoris solitaris per la ciutat. El marit s'adona que ha estat negligent i que ha fet que la seva dona sigui infeliç. S'incorpora al joc de seguir la seva dona com una aventura.

## Repartiment
- Mia Farrow - Belinda
- Topol - Julian Cristoforou
- Michael Jayston - Charles
- Margaret Rawlings - Mrs. Sidley
- Annette Crosbie as Miss Framer
- Dudley Foster - Mr. Mayhew
- Michael Aldridge - Sir Philip Crouch
- Michael Barrington - Mr. Scrampton
- Neil McCarthy - Parkinson
- Norm Bellis, Yanni Tsamplakos - la banda Spirit13 a l'escena del nightclub scene.

## Premis
Fou exhibida al Festival Internacional de Cinema de Sant Sebastià 1972, on Mia Farrow va guanyar el Premi Sant Sebastià d'interpretació femenina i Topol el Premi Sant Sebastià d'interpretació masculina compartit amb Fernando Rey.